# Gebotszone

Strompreiszonen im Ostseeraum, Stand 2015. Dänemark mit Zonen West-Ost geteilt, Schweden und Norwegen mit mehreren Zonen Nord-Süd, andere Länder einheitlich

Eine Gebotszone (englisch bidding zone, auch Strompreiszone, Stromgebotszone oder Bietzone genannt) ist ein räumliches Gebiet, innerhalb dessen mit elektrischer Energie gehandelt wird ohne Rücksicht auf die Übertragungskapazität des Stromnetzes zu nehmen. Dadurch bildet sich innerhalb der Gebotszone ein einheitlicher Großhandelspreis für elektrische Energie.

## Funktionsweise
Innerhalb einer Gebotszone gilt die sogenannte „Fiktion der Kupferplatte“ – es wird also so getan, als ob die elektrische Leistung innerhalb der Zone ohne Kapazitätsbeschränkungen von jedem Kraftwerk zu jedem Verbraucher in beliebig großer Menge fließen könnte. So kann es zum Beispiel einem Kunden in München egal sein, ob er elektrische Energie aus einem Windpark in der Nordsee oder in Bayern kauft. Die günstigsten Erzeuger setzen sich auf dem Markt durch, unabhängig von der Transportkapazität des Stromnetzes.
Allerdings reicht die tatsächliche Kapazität des Stromnetzes nicht immer aus, um die gehandelten Strommengen zu transportieren. Die Ergebnisse des Strommarktes müssen dann von den Übertragungsnetzbetreibern korrigiert werden, zum Beispiel durch den Redispatch von Kraftwerken. Dabei werden Kraftwerke auf der einen Seite des Netzengpasses abgeregelt und Kraftwerke auf der anderen Seite des Engpasses hochgefahren. Ein typisches Beispiel ist die Abregelung von Windparks in der Nordsee, die elektrische Energie zu sehr günstigen Preisen erzeugen können, der allerdings mangels ausreichender Netzkapazität nicht immer zu den energieintensiven Industriestandorten Süddeutschlands transportiert werden kann. Stattdessen werden dann zum Beispiel Gaskraftwerke in Süddeutschland hochgefahren. Dadurch können hohe Kosten entstehen. Redispatchkosten werden über die Netzentgelte umgelegt.
Auch über die Grenzen der Gebotszonen hinweg wird mit elektrischer Energie gehandelt. Dieser Handel muss aber die beschränkte Übertragungskapazität zwischen den Zonen berücksichtigen. Nur solange die Übertragungskapazität zwischen den Gebotszonen nicht ausgeschöpft wird, sind die Strompreise in verschiedenen Gebotszonen identisch. Im Rahmen der EPEX Spot Dayahead Auktion der EEX werden Preise über das sogenannte Market Coupling automatisiert angeglichen. Es werden solange grenzüberschreitende Verkaufsgeschäfte von der billigeren in die teurere Zone generiert, bis entweder die Preise identisch oder alle freien Kapazitäten ausgeschöpft sind.

## Gebotszonen in Europa

### Aktueller Zuschnitt der Gebotszonen
Die Gebotszonen in Europa orientieren sich weitgehend an den Staatsgrenzen. In vier Staaten gibt es mehrere Gebotszonen: In Dänemark bestehen zwei, in Schweden vier, in Norwegen fünf und in Italien sechs Zonen. Neben Deutschland und Luxemburg bilden die Schweiz und Liechtenstein jeweils gemeinsame Gebotszonen. Von 2001 bis zum 30. September 2018 war auch Österreich Teil der deutsch-luxemburgischen Gebotszone. Dies führte aber zu Netzengpässen, weil in Österreich verstärkt günstige elektrische Energie aus deutschen und nordeuropäischen Windkraftanlagen eingekauft wurde, für dessen Übertragung keine ausreichende Leitungskapazität in Deutschland und benachbarten Ländern zur Verfügung stand. Seit dem 1. Oktober 2018 bildet Österreich daher eine eigene Gebotszone.

### Festlegung der Strompreiszonen in der Europäischen Union (EU)
Die Elektrizitätsbinnenmarkt-Verordnung der Europäischen Union schreibt vor, dass Gebotszonen so gestaltet werden, dass sie „größtmögliche wirtschaftliche Effizienz“, „möglichst viele Möglichkeiten zum zonenübergreifenden Handel“ und die Versorgungssicherheit sicherstellen. Ob die Gebotszonen optimal gestaltet sind, wird in der Bidding Zone Review (BZR) überprüft. Daran sind u. a. die Agentur für die Zusammenarbeit der Energieregulierungsbehörden (ACER), der Verband europäischer Übertragungsnetzbetreiber (ENTSO-E) und nationale Regulierungsbehörden beteiligt. Die Übertragungsnetzbetreiber geben eine Empfehlung ab, ob der Zuschnitt der Gebotszonen beibehalten oder geändert werden soll. Die Entscheidung darüber liegt bei den Mitgliedstaaten, unter bestimmten Voraussetzungen aber bei der Europäischen Kommission.
Eine erste Bidding Zone Review wurde von 2016 bis 2018 durchgeführt. Im Ergebnis empfahlen die Übertragungsnetzbetreiber die Beibehaltung der Zonenkonfiguration. Seit 2019 ist eine weitere Bidding Zone Review im Gang. Mit den Empfehlungen der Übertragungsnetzbetreiber wird im Laufe des Jahres 2024 gerechnet.

### Diskussion über den Zuschnitt der Zone Deutschland/Luxemburg
Seit mehreren Jahren wird in Fachkreisen und der Politik die Aufteilung der deutsch-luxemburgischen Gebotszone in zwei oder mehrere Zonen diskutiert. Anlass der Diskussion ist der regional ungleich verteilte Ausbau erneuerbarer Energien wie Windkraft und Photovoltaik. Insbesondere sind im Übertragungsnetz nicht immer ausreichende Kapazitäten vorhanden, um günstigen Windstrom aus Norddeutschland in die Verbrauchszentren Süddeutschlands zu transportieren. Die Übertragungsnetzbetreiber müssen Netzengpässen u. a. durch den Redispatch von Kraftwerken entgegenwirken. Die Gesamtkosten für das Engpassmanagement betrugen im Jahr 2022 rund 4,2 Milliarden Euro, sie werden über die Netzentgelte auf alle Verbraucher umgelegt.
Für einen möglichen Neuzuschnitt der Gebotszone kursieren verschiedene Vorschläge. Die EU-Agentur für die Zusammenarbeit der Energieregulierungsbehörden (ACER) hat im August 2022 einige Optionen vorgelegt. Bei einer Zweiteilung könnte zum Beispiel eine südliche Gebotszone (bestehend aus Luxemburg, Bayern, Baden-Württemberg, Rheinland-Pfalz, dem Saarland, Teilen von Hessen und Nordrhein-Westfalen) und einer nördlichen Gebotszone (alle anderen deutschen Bundesländer) entstehen. Andere von ACER genannte Optionen sehen eine Teilung in bis zu fünf Zonen vor.
Laut verschiedenen Studien würde eine Teilung der Gebotszone in Süddeutschland zu höheren, in Norddeutschland zu niedrigeren durchschnittlichen Strompreisen führen. Außerdem wird ein seltenerer Redispatch erwartet. Strompreise würden aber nur zu Zeiten mit Netzengpässen voneinander abweichen.
Befürworter einer Teilung der Gebotszone argumentieren, dass durch die Bildung unterschiedlicher Preise u. a. Anreize für den verstärkten Ausbau erneuerbarer Energien in Süddeutschland und eine flexiblere Steuerung der Nachfrage entstünden. Standortnachteile, die energieintensiven Unternehmen in Süddeutschland durch die höheren Preise entstehen könnten, sollten anderweitig kompensiert werden. Die niedrigeren Redispatch-Kosten würden außerdem zu niedrigeren Netzentgelten führen. Der schleswig-holsteinische Umweltminister Tobias Goldschmidt bezeichnete es im September 2022 als ungerecht, dass Verbraucher in Norddeutschland die Kosten des langsamen Ausbaus von erneuerbaren Energien in Süddeutschland mittragen müssten. Eine Teilung der Gebotszone würde nach seiner Auffassung diese Ungerechtigkeit korrigieren und Anreize dafür schaffen, dass sich industrielle Großverbraucher in der Nähe hoher Erzeugungskapazitäten aus erneuerbaren Energien ansiedelten.
Gegen eine Gebotszonenteilung wird zum Teil angeführt, dass die zu erwartende Anreizwirkung durch die unterschiedlichen Strompreise zu gering sei, um die von den Befürwortern erwünschten Effekte zu erzielen. Allerdings befürchten manche Gegner einer Gebotszonenteilung, darunter die Ministerpräsidenten von sechs süd- und westdeutschen Bundesländern, erhebliche Standortnachteile für Unternehmen in diesen Bundesländern. Als weitere Argumente gegen eine Teilung der Strompreiszonen werden eine sinkende Rentabilität der Windenergie in Norddeutschland, eine geringere Liquidität der Strommärkte und der Zeitaufwand für die Teilung genannt.
Als Alternative zu einer Schaffung mehrerer Gebotszonen wird gelegentlich die Einführung eines sogenannten Nodalpreissystems diskutiert. Dabei werden die Preise auf der Ebene von Netzknoten gebildet („Knotenpreise“), sind also lokal noch differenzierbarer als bei Gebotszonen. Ein derartiges System wird zum Teil in den USA angewandt. Die Umsetzbarkeit eines derartigen Systems in Deutschland wird allerdings bezweifelt.
Die Diskussion über eine Aufteilung der Gebotszonen ist zu unterscheiden von der Diskussion über eine Umlage der Kosten für den Verteilnetzausbau, die bislang die Netzentgelte in Regionen mit einem starken Ausbau erneuerbarer Energien verteuern.
Im Juli 2024 veröffentlichten zwölf bekannte Energieökonomen (Lion Hirth, Axel Ockenfels, Martin Bichler, Ottmar Edenhofer, Veronika Grimm, Andreas Löschel, Felix Matthes, Christoph Maurer, Karsten Neuhoff, Karen Pittel, Achim Wambach und Georg Zachmann) ein Plädoyer für lokale Strompreise, deren Preis von lokalem Angebot und lokaler Nachfrage beeinflusst wird. Ein Zitat: 
Der Strommarkt gibt sich also der Illusion hin, es gäbe immer ausreichend Kapazitäten zur Durchleitung.
Ein Grund für dieses Marktdesign ist die Vermeidung politisch unerwünschter regionaler Preisungleichheiten – wobei es auch heute regionale Preisunterschiede gibt, zum Beispiel aufgrund unterschiedlicher Netzentgelte (die gerade in den Regionen höher sind, in denen viele Wind- und Solarparks angeschlossen werden, wo Strom ja eigentlich günstiger sein sollte).
Diese Illusion wird sich angesichts der großen Herausforderungen im Strommarkt nicht mehr lange aufrechterhalten lassen.
Durch die politische Vorgabe eines deutschlandweit einheitlichen Strompreises orientieren sich alle Akteure im Strommarkt – die Stromkunden, Kraftwerke, Wind- und Solarparks, Batterien und Pumpspeicherkraftwerke, Wasserstofferzeuger, Importe und Exporte – an ebendiesem Preissignal. In der Folge werden häufig Entscheidungen getroffen, die in der Physik des Netzes nicht möglich und volkswirtschaftlich unsinnig sind.

### Diskussionen in anderen Ländern
In Großbritannien wird derzeit die Abschaffung der einheitlichen Gebotszone zugunsten von Knotenpreisen diskutiert.